# Pianale Volkswagen MEB

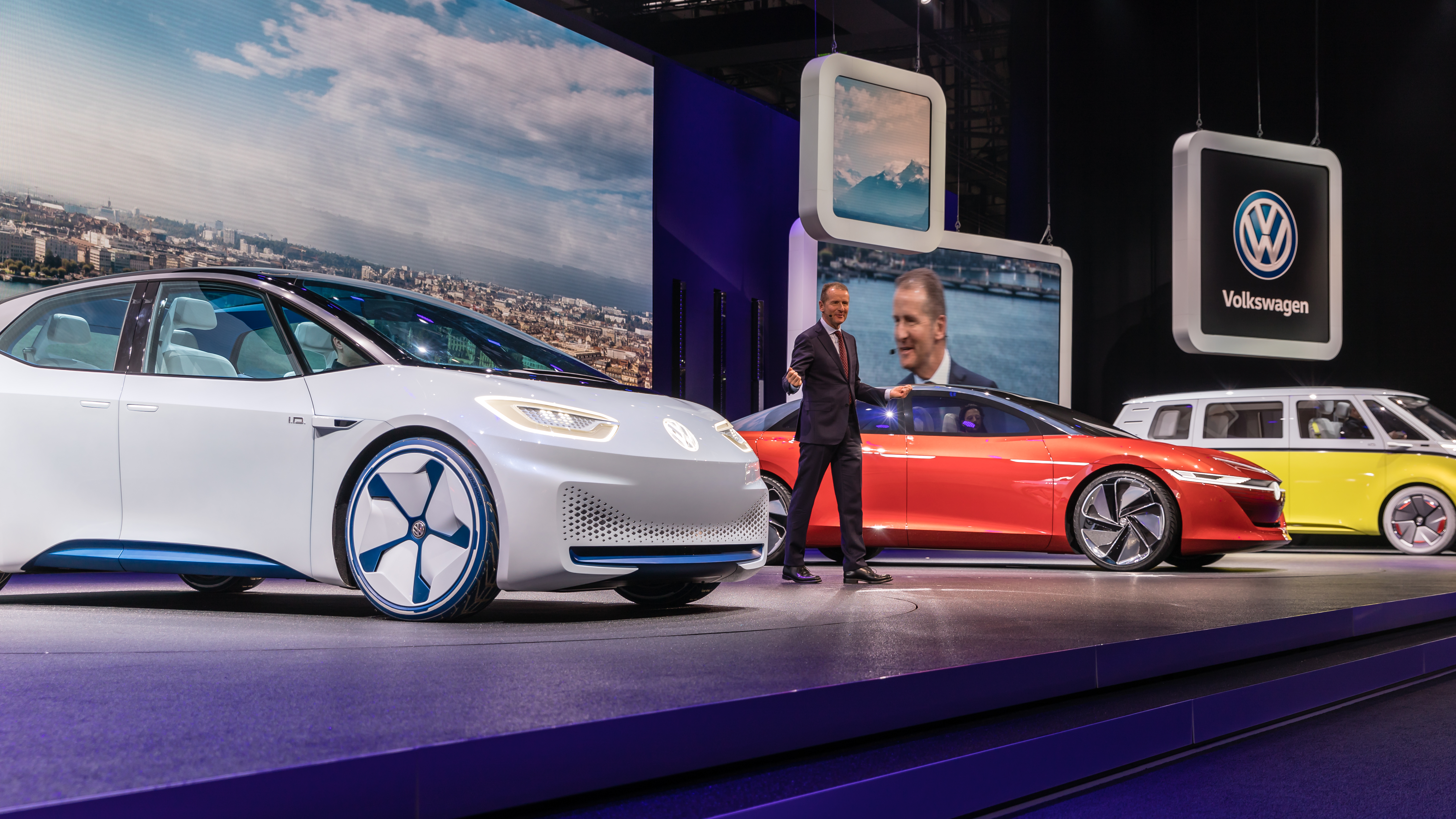
Il presidente del consiglio di amministrazione del gruppo Volkswagen, Herbert Diess, presenta la gamma ID basata sul pianale MEB

Il pianale Volkswagen MEB (in tedesco Modulare Elektrifizierungsbaukasten, "piattaforma di elettrificazione modulare") è un tipo di piattaforma modulare per automobili elettriche sviluppata dal gruppo Volkswagen e dalle sue filiali. È utilizzato nei modelli di Audi, SEAT, Cupra, Škoda, Volkswagen e attraverso un accordo anche dalla divisione Ford Europa.
L'architettura ha lo scopo di "consolidare i controlli elettronici e ridurre il numero di microprocessori, far avanzare l'applicazione della nuova tecnologia di assistenza alla guida e in qualche modo alterare il modo in cui le automobili vengono costruite" dal gruppo VW.

## Storia
La piattaforma MEB fa parte di un'ampia strategia per avviare la produzione di nuovi veicoli elettrici a batteria tra il 2019 e il 2025. Nel 2017, il gruppo Volkswagen ha annunciato una graduale transizione dal motore a combustione ai veicoli elettrici a batteria con tutti i 300 modelli di 12 marche con una versione elettrica entro il 2030.
A partire dal maggio 2018, il gruppo VW ha impegnato 48 miliardi di dollari in forniture per batterie per auto e prevede di attrezzare 16 fabbriche per costruire auto elettriche entro la fine del 2022. 
Le prossime auto di produzione a marchio Volkswagen saranno assemblate nello stabilimento VW di Zwickau in Germania per il mercato europeo a partire dal 2020, mentre due centri di produzione in Nord America e Cina sono programmati per essere "lanciati quasi allo stesso tempo". Il SUV Vision E a marchio Škoda deve essere prodotto nello stabilimento Škoda Mladá Boleslav, in Repubblica Ceca, insieme a motori elettrici e batterie per auto elettriche. 
Sono stati sviluppati due tipi di piattaforme MEB: una per le autovetture e una per le utilities che ospitano carichi più pesanti.

## Modelli

### Audi
- Audi Q4 e-tron (in produzione dal 2021)
- Audi Q5 e-tron (in produzione dal 2022)

### Cupra
- Cupra Born (versione in produzione dal 2020)
- Cupra Tavascan (versione in produzione dal 2023)

### Škoda
- Škoda Vision iV (dal 2021)
- Škoda Enyaq (dal 2021)
- Škoda Elroq (dal 2024)

### Volkswagen
- Volkswagen ID.3 (versione di produzione dal novembre 2019)
- Volkswagen ID.4 (versione di produzione dal 2021)
- Volkswagen ID.5 (versione di produzione dal 2021)
- Volkswagen ID.6 (versione di produzione dal 2021)
- Volkswagen ID.7 (versione di produzione dal 2023)
- Volkswagen ID. Crozz (prototipo)
- Volkswagen ID. Buzz (versione di produzione dal 2022)
- Volkswagen ID. Vizzion (versione di produzione dal 2022)
- Volkswagen ID. Buggy
- Volkswagen ID. Life

### Ford
- Ford Explorer
- Ford Capri